# مرغداري جليلي (كوهباية الغربي)
مرغداري جلیلي (بالإنجليزية: Morghdari-ye Jilali)‏ هي منطقة سكنية تقع في إيران في قسم کوهبایة الغربي الریفي.